# Donautornet
Donautornet Wiens högsta byggnad, beläget i mitten av Donauparken. Det 252 meter höga utsiktstornet uppfördes 1964 efter ritningar av arkitekten Hannes Lintl. Tornet har en roterande restaurang.